# Phryneta bulbifera
Phryneta bulbifera är en skalbaggsart som först beskrevs av Hermann Julius Kolbe 1894.  Phryneta bulbifera ingår i släktet Phryneta och familjen långhorningar. Inga underarter finns listade i Catalogue of Life.